# Psalistops nigrifemuratus
Psalistops nigrifemuratus är en spindelart som beskrevs av Cândido Firmino de Mello-Leitão 1939. 
Psalistops nigrifemuratus ingår i släktet Psalistops och familjen Barychelidae. Inga underarter finns listade i Catalogue of Life.